# MD4-200
MD4-200 – latający zdalnie sterowany helikopter (dron) wyprodukowany przez niemiecką firmę Microdrones GmbH. Jest to mały quadrokopter (mikrokopter) należący do klasy zautomatyzowanych bezzałogowych śmigłowców (AUMAV – ang. Autonomous Unmanned Micro Aerial Vehicle) typu VTOL (ang. Vertical Take Off and Landing) z podwieszoną kamerą fotograficzną.
Nazwa MD4-200 pochodzi od Micro Dron. Jest to napędzany czterema silnikami elektrycznymi kwadrokopter o masie użytecznej 200 g. 
Mikro-śmigłowiec posiada widoczną miniaturową antenę odbiornika GPS i jest używany przez niemiecką policję. 

## Specyfikacja
- napęd: 4 bezszczotkowe silniki elektryczne
- udźwig: 200 g
- masa: 900 g
- masa startowa: ok. 1 kg
- max czas lotu na jednej baterii: do 20 min (do 30 min bez obciążenia)
- bateria LiPo: 2300 mAh
- pułap: do 150 m
- zasięg: do 500 m (do 2000 m bez obciążenia)
- materiał: włókno węglowe